# J. Richard Gott

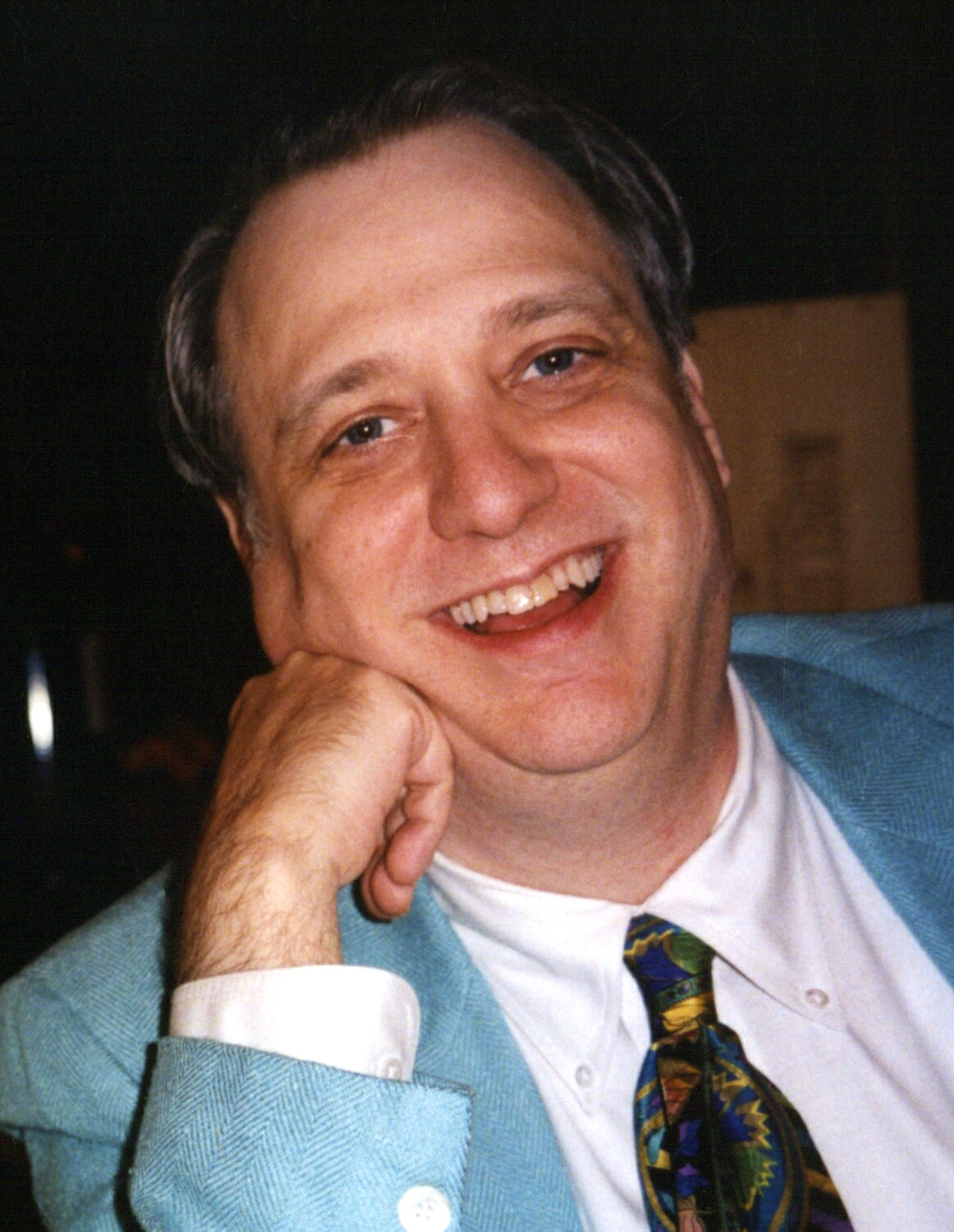
J. Richard Gott (1989).

John Richard Gott III (* 8. Februar 1947 in Louisville, Kentucky) ist ein US-amerikanischer theoretischer Physiker und Astrophysiker.

## Leben
Gott studierte Mathematik an der Harvard University (Bachelor 1969, „summa cum laude“) und wurde 1972 in Astrophysik an der Princeton University promoviert. 1973/1974 war er Postdoc am Caltech und 1975 an der Universität Cambridge. 1976 war er wieder an der Princeton University, wo er 1987 Professor für Astrophysik wurde. 2016 wurde er emeritiert.
In der Öffentlichkeit ist Gott für spekulative Ideen zu Zeitreisen (z. B. mit Hilfe von kosmischen Strings, die die Raumzeit deformieren) bekannt. Gott glaubt, dass Zeitreisen theoretisch möglich sind, allerdings nicht in die eigene Vergangenheit (Weltlinie) – Zeitreise-Paradoxe wären seiner Meinung nach z. B. mit der Viele-Welten-Interpretation der Quantenmechanik umgehbar. Er schrieb darüber auch ein populärwissenschaftliches Buch. Mit Li-Xin Li entwickelte er 1998 ein Modell eines sich selbst in einer Zeitschleife produzierenden Universums.
Schon in den 1980er Jahren war er mit Ideen der Erzeugung des Universums als Quantenfluktuation aus dem „Nichts“ bekannt geworden.
Von Gott stammt eine umstrittene Vorhersageformel, die unter dem Namen Doomsday-Argument bekannt ist (nach Gott auch „Copernican Principle“). Der Name stammt daher, dass Gott damit auch eine Vorhersage über den wahrscheinlichen Zeitpunkt des Untergangs der Menschheit machte – zwischen 5000 und 7,8 Millionen Jahren in der Zukunft, davon ausgehend, dass der Homo sapiens schon 200.000 Jahre existiert, und dies bei einer Vertrauensgrenze von 95 Prozent.
Gott erhielt eine Auszeichnung für Distinguished Teaching der Princeton University. Vierzehn Jahre lang war er Vorsitzender in einem Auswahlkomitee von Westinghouse und Intel zur Förderung wissenschaftlicher Nachwuchstalente (National Westinghouse and Intel Science Talent Search), wo er selbst 1965 einen zweiten Platz errang. 1977 erhielt er ein Forschungsstipendium der Alfred P. Sloan Foundation (Sloan Research Fellowship).

## Schriften
- Zeitreisen in Einsteins Universum. Rowohlt 2002, englisch Time Travel in Einstein’s Universe: The Physical Possibilities of Travel Through Time. Houghton Mifflin Books, 2002, ISBN 0-618-25735-7.
- The cosmic web - mysterious architecture of the universe. Princeton University Press, Princeton 2016, ISBN 978-0-691-15726-9.
- mit James E. Gunn: On the Infall of Matter into Clusters of Galaxies and Some Effects on Their Evolution. In: Astrophys.J., Band 176, 1972, S. 1–19